# USS Nields (DD-616)
USS Nields (DD-616) là một tàu khu trục thuộc lớp Benson của Hải quân Hoa Kỳ đã phục vụ trong suốt Chiến tranh Thế giới thứ hai. Nó là chiếc tàu chiến duy nhất của Hải quân Hoa Kỳ được đặt tên theo Thiếu tá Hải quân Henry C. Nields (1838-1880), người từng tham gia cuộc Nội chiến Hoa Kỳ.

## Thiết kế và chế tạo
Nields được đặt lườn tại xưởng tàu Fore River Shipyard của hãng Bethlehem Steel Co. ở Quincy, Massachusetts vào ngày 15 tháng 6 năm 1942. Nó được hạ thủy vào ngày 1 tháng 10 năm 1942; được đỡ đầu bởi cô Ella S. Nields, con gái Thiếu tá Nields, và được cho nhập biên chế tại Xưởng hải quân Boston vào ngày 15 tháng 1 năm 1943 dưới quyền chỉ huy của Hạm trưởng, Thiếu tá Hải quân Albert R. Heckey.

## Lịch sử hoạt động

### 1943
Sau khi hoàn tất việc chạy thử máy và huấn luyện tại vùng bờ Đông, Nields lên đường hộ tống hai tàu chở dầu đi Aruba, Tây Ấn thuộc Hà Lan và Cristóbal, Panama, quay trở về Norfolk, Virginia vào ngày 11 tháng 4 năm 1943. Nó tiếp tục đi đến Boston, Massachusetts trước khi gia nhập Đội khu trục 16 tại New York. Được phân nhiệm vụ hộ tống vượt Đại Tây Dương, nó rời New York vào ngày 28 tháng 4 cho chuyến đi đầu tiên đến Bắc Phi, hộ tống Đoàn tàu USG-8 đi đến Oran, Algérie vào ngày 19 tháng 5. Sau khi được tiếp nhiên liệu, nó tuần tra ở lối ra vào cảng; và đang khi tuần tra vào ngày 21 tháng 5 trong lúc chờ đợi đoàn tàu vận tải sẵn sàng để quay trở về, nó nhận được báo cáo từ một máy bay trinh sát Anh sự xuất hiện của tàu ngầm đối phương. Lúc 17 giờ 16, Nields bắt được tín hiệu sonar đối phương nên đến 17 giờ 18 phút nó thả một loạt 9 quả mìn sâu. Tín hiệu sonar lại bắt được lúc 17 giờ 23 phút và nó thả thêm một loạt 9 quả khác. Lúc 17 giờ 31 phút và 17 giờ 41 phút, thêm các loạt mìn sâu được ném từ máy phóng. Các vệt dầu loang xuất hiện ngay sau đó; Gorgo là một trong số ba tàu ngầm Ý bị lực lượng Hoa Kỳ đánh chìm.
Đoàn tàu GUS–7A lên đường quay trở về vào ngày 22 tháng 5, và về đến New York vào ngày 8 tháng 6, Đến ngày 26 tháng 6, Nields quay trở lại Oran, và từ đó cho đến ngày 5 tháng 7, nó tuần tra chống tàu ngầm ngoài khơi bờ biển Algeria. Vào ngày 5 tháng 7, nó khởi hành cùng Lực lượng Tấn công Trung tâm trong khuôn khổ Chiến dịch Husky, cuộc đổ bộ của Đồng Minh lên Sicily. Nó hộ tống các đoàn tàu NCF-1 Hoa Kỳ và KMF-18 Anh; đến ngày 10 tháng 7 khi diễn ra cuộc đổ bộ, nó bảo vệ cho khu vực vận chuyển 2 cho đến ngày 13 tháng 8, chống lại các cuộc tấn công của máy bay và tàu ngầm đối phương nhắm vào các tàu vận tải. Đến ngày 16 tháng 8, nó quay trở lại Oran, và từ đây quay trở về New York cùng Đoàn tàu UGF-9 vào ngày 3 tháng 9. Sau đó chiếc tàu khu trục thực hiện huấn luyện ôn tập tại khu vực Casco Bay, Maine, rồi hộ tống các đoàn tàu vận tải vượt Đại Tây Dương sang quần đảo Anh và Địa Trung Hải cho đến hết năm 1943 và sang đầu năm 1944.

### 1944
Vào tháng 3 năm 1944, Nields gia nhập cùng các đội khu trục 31 và 32 trong các cuộc thực tập tìm-diệt tàu ngầm ngoài khơi Casco Bay, Maine. Đến ngày 7 tháng 4, hai tàu khu trục thuộc Đội đặc nhiệm 21.5 Champlin và Huse đã đánh chìm tàu ngầm U-boat Đức U-856. Bất chấp thời tiết biển động nặng và tầm nhìn kém, Nields đã cứu vớt 11 người sống sót từ chiếc tàu ngầm, để đưa họ quay trở về New York. Đội khu trục 39 trong đó có Nields đã lên đường đi sang Địa Trung Hải vào ngày 21 tháng 4 để gia nhập Đệ Bát hạm đội.
Được phân nhiệm vụ hộ tống ven biển và tuần tra sau khi đi đến Oran vào ngày 2 tháng 5, Nields bị lôi kéo vào một cuộc săn đuổi tàu ngầm kéo dài bốn ngày. Vào ngày 14 tháng 5, tàu ngầm Đức U-616 bị máy bay tuần tra Anh phát hiện về phía Tây Nam Địa Trung Hải. Đang tạm thời làm nhiệm vụ cùng Đội khu trục 21, Nields là một trong những chiếc đã hoạt động phản ứng. Không lâu sau đó, tàu khu trục Ellyson thả đợt mìn sâu tấn công đầu tiên. Sáng ngày 15 tháng 5, những vệt dầu loang xuất hiện nhưng tín hiệu âm thanh đối phương bị mất. Một máy bay trinh sát khác phát hiện chiếc tàu ngầm đang ở trên mặt nước cách đó mười dặm và đang chạy lên hướng Bắc về phía miền Nam nước Pháp; các tàu khu trục đuổi theo. Lúc 19 giờ 00 ngày 16 tháng 5, đang tuần tra tìm kiếm cùng với Gleaves và Macomb, Nields tách khỏi đội hình để khảo sát một tín hiệu âm thanh lạ; đến 21 giờ 57 phút, cả ba chiếc tàu khu trục cùng bắt được tín hiệu âm thanh đối phương. Macomb chiếu sáng đối thủ đang lẫn trốn và nổ súng; tàu đối phương bắn trả và lặn xuống. Lúc 22 giờ 14 phút rồi lúc 22 giờ 31 phút, Macomb tấn công bằng mìn sâu. Lúc 23 giờ 35 phút và lúc 23 giờ 42 phút, họ bắt được tín hiệu âm thanh đối phương nhưng lại bị mất ở khoảng cách 800 yd (730 m).
U-616 đã lặn sâu và cơ động quyết liệt. Lúc 23 giờ 46 phút, Nields thả một đợt 11 quả mìn, và đến 23 giờ 50 phút bắt đầu tấn công duy trì. Đến 00 giờ 43 phút ngày 17 tháng 5, dưới sự chỉ dẫn của Nields, Gleaves thả một đợt 18 quả mìn cài đặt ở độ sâu lớn vốn đã vây quanh chiếc U-boat đối phương; tín hiệu âm thanh lại bị mất lúc 00 giờ 44 phút. Sau 01 giờ 00, ba chiếc tàu chiến, có được sự hợp sức của các tàu khu trục Ellyson, Hambleton, Rodman và Emmons, tiến hành tuần tra trong một phạm vi hình hộp, với Nields ở vị trí thứ ba bên cánh phải cuối hàng tuần tiễu. Lúc 04 giờ 49 phút, Hambleton báo cáo bắt được tín hiệu âm thanh, và đến 05 giờ 15 phút đã tấn công bằng mìn sâu; đến 05 giờ 25 phút, nó tấn công lượt thứ hai. Cuối cùng, lúc 06 giờ 08 phút, U–616 nổi lên mặt nước và bị tấn công bởi hải pháo của các tàu khu trục vây quanh. Nields không thể nổ súng mà không gây hại cho các tàu đồng đội, nên đã đứng yên chứng kiến chiếc tàu ngầm đối phương bị đánh đắm lúc 06 giờ 12 phút, và việc cứu vớt 51 người sống sót từ U–616.
Cho đến khi tham gia chiến dịch đổ bộ lên miền Nam nước Pháp, Nields được huy động vào nhiệm vụ hộ tống vận tải tại khu vực giữa Bắc Phi và Ý, hỗ trợ cho lực lượng Đồng Minh tấn công lên phía Bắc từ Salerno, tuần tra và hộ tống ngoài khơi Anzio và Civitaveccia, Ý. Vào ngày 15 tháng 8, trong khuôn khổ Chiến dịch Dragoon, nó có mặt ngoài khơi St. Raphael ngăn chặn các tàu phóng lôi E-boat đối phương xâm nhập khu vực vận chuyển, và bắn pháo chuẩn bị vô hiệu hóa các công sự phòng thủ đối phương tại bãi Red. Đang khi bảo vệ cho việc vận chuyển đi lại giữa các đảo St. Honorat và St. Marguerite, nó chịu đựng hỏa lực nhanh và ác liệt của các khẩu đội pháo Đức trên bờ. Con tàu đã bắn trả, mở rộng khoảng cách, rút lui khỏi sự phản công của đối phương mà không chịu hư hại. Cho đến ngày 30 tháng 8, nó tuần tra dọc theo bờ biển phía Nam nước Pháp, rồi quay trở lại Bắc Phi nơi nó lên đường quay trở về Hoa Kỳ trong thành phần hộ tống cho Đội Thiết giáp hạm 5 vào ngày 4 tháng 9. Về đến Boston vào ngày 19 tháng 9, được bảo trì trước khi tiến hành huấn luyện ôn tập ngoài khơi và hộ tống chiếc tàu tuần dương lớn Guam đi Norfolk, Virginia, đến nơi vào ngày 27 tháng 10.

### 1945
Nields hoàn tất thêm hai chuyến hộ tống vận tải đi sang Bắc Phi cùng các đoàn tàu UGS-59 và UGF-19, trước khi gia nhập trở lại Đệ Bát hạm đội vào ngày 16 tháng 1 năm 1945. Nó tiếp nối nhiệm vụ hộ tống tại Địa Trung Hải cho đến ngày 9 tháng 4, khi nó nhận nhiệm vụ tuần tra tại biển Liguria. Trong mười ngày làm nhiệm vụ này, nó hỗ trợ một chiếc dịch tấn công bằng xuồng phóng lôi tại Vada vào ngày 11 tháng 4, và trợ giúp vào việc bắn phá khu vực Bordighera vào ngày 17 tháng 4. Được Kendrick thay phiên vào ngày 19 tháng 4, nó đi đến Oran rồi lên đường quay trở về Hoa Kỳ, về đến New York vào ngày 1 tháng 5.
Nields được đại tu cho đến ngày 3 tháng 7, bao gồm việc sửa chữa những hư hỏng của turbine hơi nước áp lực cao. Do xung đột đã kết thúc tại châu Âu, nó sau đó huấn luyện tại vịnh Guantánamo, Cuba nhằm chuẩn bị nhận nhiệm vụ tại Mặt trận Thái Bình Dương. Vào ngày 20 tháng 7, nó lên đường đi sang Trân Châu Cảng, đến nơi vào ngày 9 tháng 8, chỉ không đầy một tuần trước khi Nhật Bản đầu hàng. Được phân công tham gia hoạt động chiếm đóng, nó rời Hawaii vào ngày 21 tháng 8 hướng đến Eniwetok thuộc quần đảo Marshall rồi đến Saipan thuộc quần đảo Mariana. Nó gặp gỡ tàu sân bay hộ tống Lunga Point để hộ tống chiếc này đi đến Okinawa, nơi nó gia nhập Hải đội Khu trục 12 tại vịnh Buckner.
Sau một chuyến đi khứ hồi đến Guam hộ tống cho Đoàn tàu OKG-7 đi đến quần đảo Mariana, Nields tham gia tích cực vào việc chiếm đóng quần đảo Ryukyu trong thành phần Lực lượng đặc nhiệm 53, cùng các tàu đổ bộ LST đưa lực lượng Tập đoàn quân 10 giải giới các vị trí của quân Nhật trên các đảo Tokara Gunto và Amami Gunto. Vào ngày 6 tháng 10, tại khu vực phụ cận Tokono Shima, nó gửi các đội khảo sát lên các tàu khu trục Hibiki, Amami và Kunasiri, huy động chúng vào nhiệm vụ vận chuyển tù binh chiến tranh Nhật Bản hồi hương. Ba ngày sau, đang khi cùng LST-553 thả neo ngoài khơi Koniya Hakuchi, trong eo biển hẹp giữa Amami-O-Shima và Kakeroma Shima, họ chịu đựng cơn cuồng phong với sức gió lên đến 110 kn (200 km/h). Được hướng dẫn bằng radar, Nields giữ được vị trí ở giữa dòng chảy nhưng con tàu cùng đi bị mắc cạn. Trong một nỗ lực nhằm kéo LST-553, Nields bị mất mỏ neo. Hai ngày sau, kéo theo một tàu ngầm bỏ túi Nhật Bản, chiếc tàu khu trục quay trở lại Okinawa để bảo trì.

### Sau chiến tranh
Được cho tách khỏi Đệ Ngũ hạm đội, Nields lên đường quay trở về Hoa Kỳ vào ngày 31 tháng 10 năm 1945 cùng với Đội khu trục 12, và về đến San Diego, California vào ngày 21 tháng 11. Nó tiếp tục đi sang Charleston, South Carolina, trình diện cùng Hạm đội 16 vào ngày 8 tháng 12, và được cho xuất biên chế tại đây vào ngày 25 tháng 3 năm 1946. Được kéo đến tham gia Hạm đội Dự bị tại Orange, Texas sau đó, nó được rút khỏi danh sách Đăng bạ Hải quân vào ngày 15 tháng 9 năm 1970, rồi được bán cho hãng Southern Scrap Material Company, Limited tại New Orleans, Louisiana vào ngày 8 tháng 5 năm 1972 để tháo dỡ. Nó được chiếc tàu kéo Betty Smith kéo đi vào xế trưa ngày 25 tháng 5, và được tháo dỡ sau đó.

## Phần thưởng
Nields được tặng thưởng ba Ngôi sao Chiến trận do thành tích phục vụ trong Thế Chiến II.